# Otto Hultberg
Otto Hultberg, född 14 november 1877 i Kågeröd, död 24 november 1954 i Göteborg, var en svensk sportskytt som deltog i olympiska sommarspelen 1924 i Paris. Där ingick han i det svenska lag som vann silver i hjortskytte, enkelskott. Han blev dessutom fyra i den individuella tävlingen.